# Pendyki
Pendyki – dawna kolonia na Ukrainie w rejonie kostopolskim obwodu rówieńskiego. 

## Położenie
Pendyki leżały na północny zachód od wsi Deraźne, w dawnej gminie Deraźne, w powiecie kostopolskim województwa wołyńskiego, w parafii Deraźne.